# リスバーン
リスバーン (Lisburn) は、イギリス、北アイルランド東部のリスバーン・アンド・カースルレー行政区の中心都市。
ベルファストの南西、ラガン川沿いに位置している。リスバーンはベルファスト都市圏の一部を形成している。2016年の人口は7万7506人。
以前はバラであったリスバーンは、2002年のエリザベス2世の在位50周年を記念するゴールデン・ジュビリーにおいて、シティのステータスが認められた。北アイルランド第3の都市で、アイルランド島でも6番目に人口の多い都市である。

## 出身人物
- レイ・スティーヴンソン - 俳優
- ブライアン・マギー - プロボクサー
- パディ・ジャクソン - ラグビー選手